# Nelson Mandela Bridge
Nelson Mandela Bridge est un pont à Johannesburg, en Afrique du Sud. Il s'agit du quatrième des cinq ponts qui traversent les voies ferrées et les voies d'évitement situées juste à l'ouest de Johannesburg Park Station, le premier étant le pont Johan Rissik adjacent à la gare. Il a été achevé en 2003 et a coûté 102 à 120 millions de rands à construire. L’intérêt de ce pont était de relier deux zones commerciales principales de Braamfontein et Newtown, ainsi que de rajeunir, et à un certain niveau, de moderniser le centre-ville. Le pont fait partie de la route M27 de Johannesbourg.

## Histoire
Un pont reliant Braamfontein au centre-ville de Johannesburg a été proposé pour la première fois par Steve Thorne et Gordon Gibson, designers urbains, en 1993 dans leur étude de conception urbaine du centre-ville de Johannesbourg. Dans leur étude, ils ont appelé le pont le pont Nelson Mandela en reconnaissance du rôle que Nelson Mandela avait dans l'unification de la société sud-africaine, et du symbolisme du lien et de l'unité fourni par le pont. Nelson Mandela a lui même officiellement inauguré ce pont le 20 juillet 2003.

## Design structurel
Le pont a été construit en enjambant 42 lignes de chemin de fer sans perturber le trafic ferroviaire et a une longueur totale de 284 mètres. Le tablier est porté par deux pylônes, Nord et Sud, qui ont une hauteur respective de 42 et 27 mètres. Cette asymétrie de hauteur créé un équilibre délicat et un attrait visuel particulier. L'ouvrage a nécessité pour sa construction 4 000 mètres cubes de béton, 1 000 tonnes d’acier de structure et 500 tonnes d’acier de construction. Les ingénieurs ont essayé de garder le pont aussi léger que possible et ont utilisé un acier de construction avec un tablier composite en béton pour réduire le poids. Des berges plus lourdes le long du pont ont été renforcées par des travées arrière plus lourdes. Le pont se compose de deux voies de circulation et a des voies piétonnes de chaque côté, permettant le transit de plus de 3 000 véhicules par jour. Le pont peut être vu depuis l'une des routes les plus populaires de Johannesburg, l'autoroute M1.

## Galerie

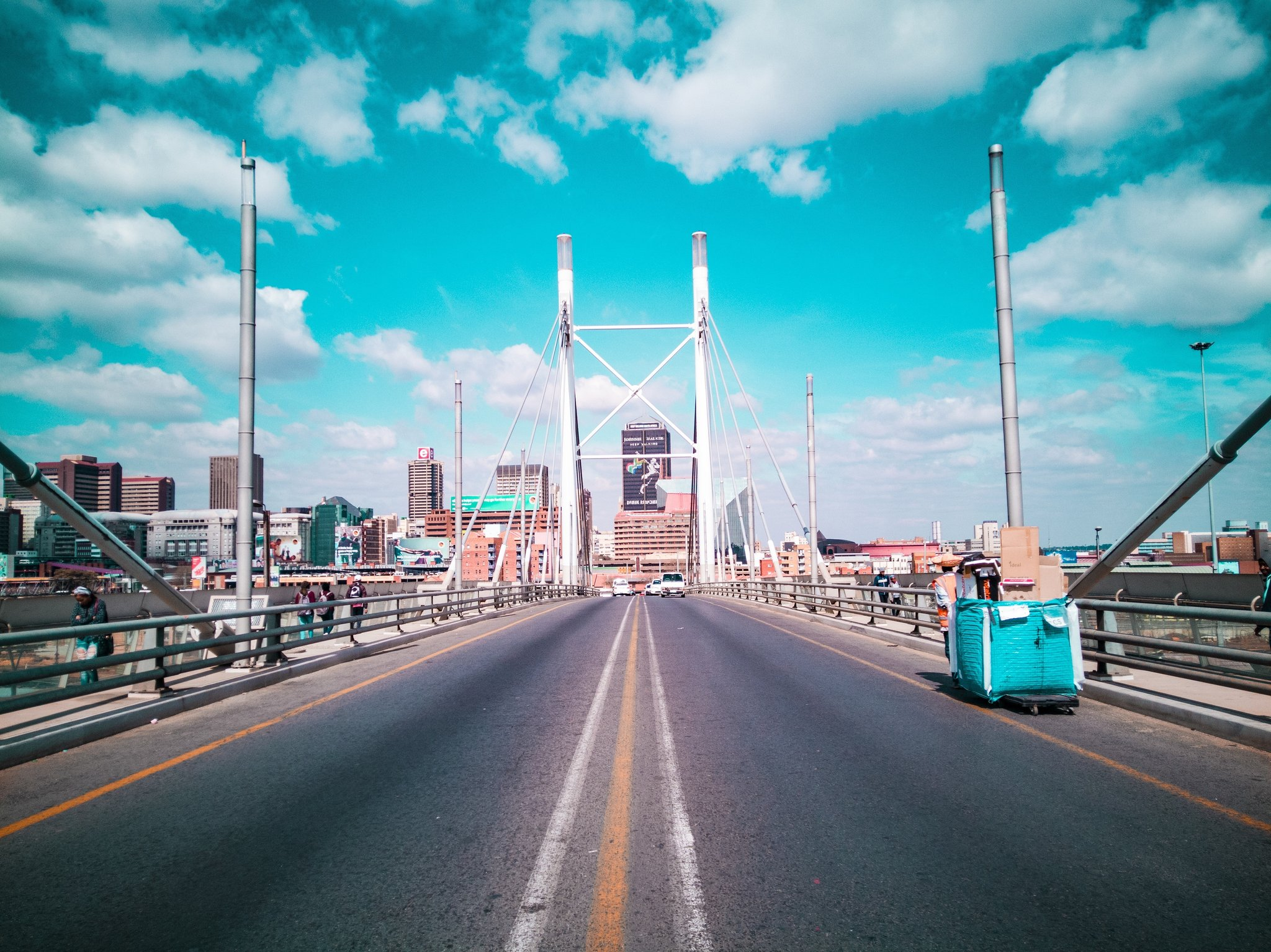
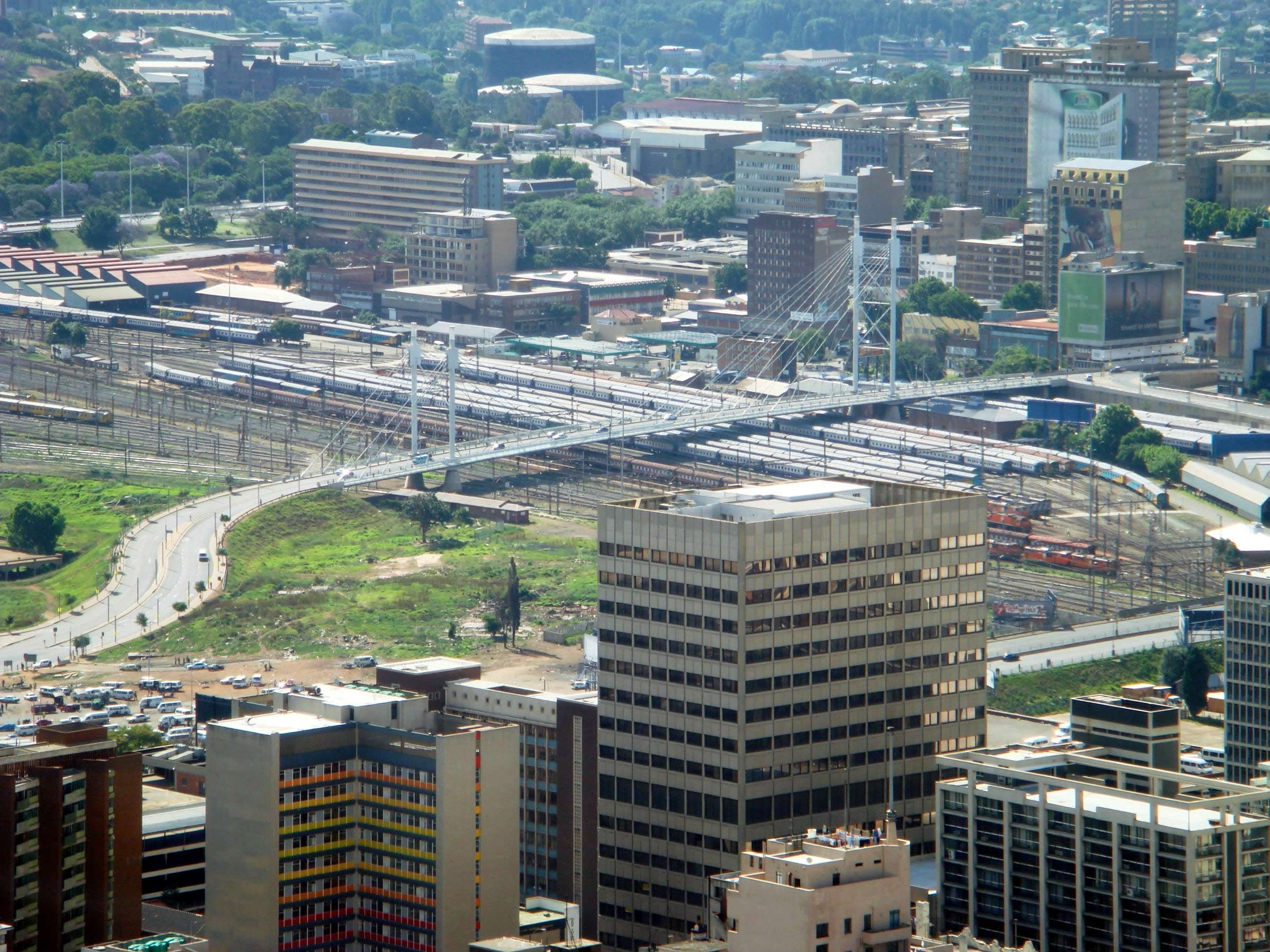
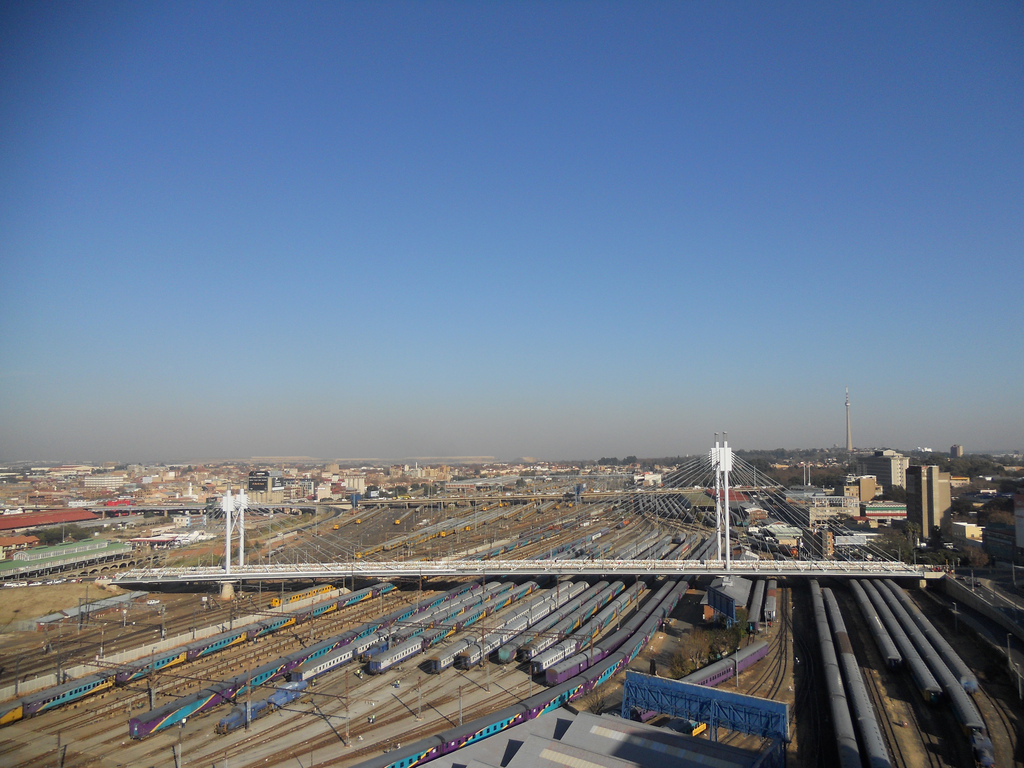
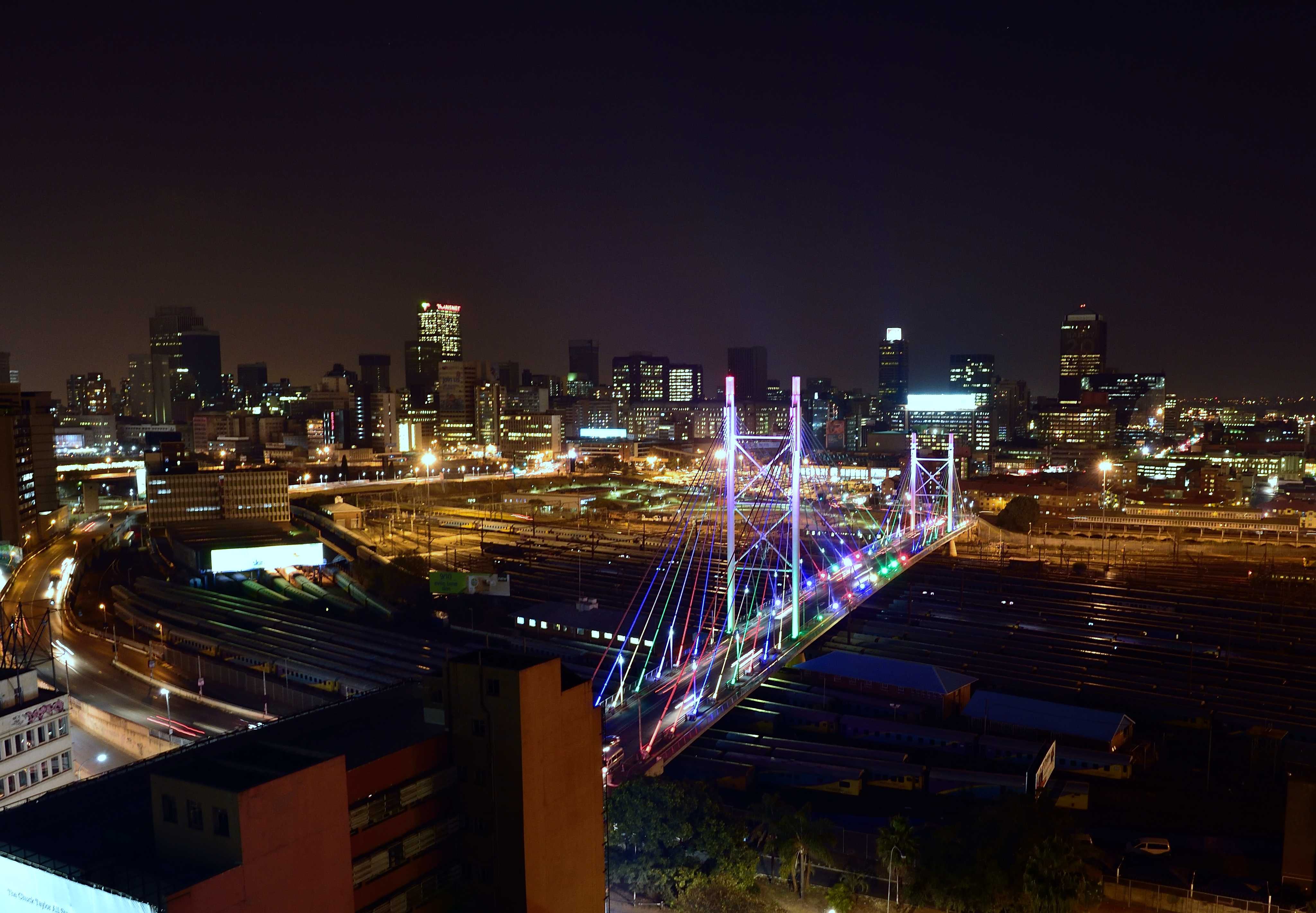